# ビリー・オーシャン
ビリー・オーシャン（Billy Ocean、1950年1月21日 - ）は、イギリスのポップ・ソウル歌手。本名はレスリー・セバスチャン・チャールズ（Leslie Sebastian Charles）。出生地はトリニダード・トバゴ。ソウル色は薄く、ポップな歌唱に特徴がある。

## 略歴
1962年10歳のときに家族とともに渡英した。十代の頃から仕立て屋をしながら、ロンドンのナイトクラブで歌手活動を始めた。当初の芸名はレス・チャールズ。1976年にビリー・オーシャンと改名し、デビューする。1976年の「ラヴ・リアリー・ハーツ・ウィザウト・ユー」はイギリスのポップ・チャートで2位を記録し、全米ポップ・チャートでも22位まで上昇するヒットとなった。
1984年、5枚目のアルバム『Suddenly』を発売。シングル「カリビアン・クイーン（Caribbean Queen）」がヒットした。その後「Loverboy」、「Suddenly」も連続でヒットを記録している。1986年リリースのアルバム『Love Zone』からは、映画『ナイルの宝石』のテーマ曲になった「ゲット・タフ（When the Going Gets Tough, the Tough Get Going）」、「There'll Be Sad Songs (To Make You Cry)」がそれぞれヒットを記録。1988年の「Get Outta My Dreams, Get Into My Car」まで3曲のナンバーワン、7曲のトップテンヒットを放った。1980年代には、来日し夜のヒットスタジオ（フジテレビ）スタジオ生出演で「サドンリー」を披露した。

## ディスコグラフィ

### スタジオ・アルバム
- Billy Ocean （1976年）
- City Limit （1980年）
- Nights (Feel Like Getting Down) （1981年）
- Inner Feelings （1982年）
- Suddenly （1984年）
- Love Zone （1986年）
- Tear Down These Walls （1988年）
- Time to Move On （1993年）
- Because I Love You （2009年）
- Here You Are （2013年）
- One World （2020年）

### 主なシングル
- カリビアン・クイーン - Caribbean Queen (No More Love on the Run) （1984年）
- Loverboy （1985年）
- Suddenly （1985年）
- ゲット・タフ - When the Going Gets Tough, the Tough Get Going （1986年）
- サッド・ソングス - There'll Be Sad Songs (To Make You Cry) （1986年）
- 明日へのハイウェイ - Get Outta My Dreams, Get into My Car （1988年）